# Хассан Туркмані
Хассан Туркмані (араб. حسن توركماني; 1 січня 1935, Алеппо — 18 липня 2012, Дамаск) — сирійський державний діяч. З 12 травня 2004 року по 3 червня 2009 року був міністром оборони Сирії.

## Біографія
Туркмані командував 9-ю механізованою дивізією в 1973 році в ході  4-ї арабо-ізраїльської війни. У 1978 році він був підвищений до звання генерал-майора. У січні 2002 року він був призначений начальником штабу сирійської армії, замінивши Алі Аслана. Він був мусульманином-сунітом, його призначення розглядалося як крок до відновлення рівноправності релігійних груп сирійської армії, де домінують алавіти.

## Смерть
Загинув 18 липня 2012 року під час нападу на будівлі Служби національної безпеки Сирії на північному заході Дамаска, де також загинули міністр оборони Дауд Раджиха, його заступник Асеф Шаукат. Туркмані помер від отриманих поранень після нападу.